# Ponte sobre o rio Tua
A Ponte sobre o rio Tua, conhecida também como Ponte Velha ou Ponte Medieval de Mirandela, é uma ponte de estilo românico que se localiza sobre o Rio Tua em Mirandela.
Esta ponte é um ex-libris da cidade sendo uma das três pontes que atravessam o Rio Tua em Mirandela.
A Ponte sobre o rio Tua está, desde 1910, classificada como Monumento nacional.

## Cidade de Mirandela
A cidade de Mirandela, que se supõe que antigamente se chamava Caladunum, é a sede do segundo maior município do distrito de Bragança, que está subdividido em 30 freguesias. Situa-se a norte do rio Douro e faz fronteira com Vila Flor, Carrazeda de Ansiães, Murça, Valpaços, Vinhais e Macedo de Cavaleiros. Foi atribuída à cidade pelo rei D. Afonso III uma carta de foral a 25 de Maio de 1250. Esta carta servia para delimitar o território, tornando possível o estabelecimento de relações sócio-económicas. Conta ainda com o Metropolitano Ligeiro de Mirandela, que explora a Linha do Tua no seu troço em exploração de Carvalhais ao Cachão (16 km).

## História

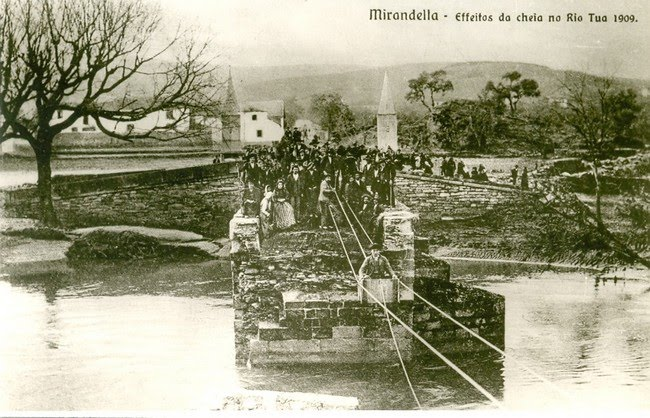
Cheia de 1909 ponte destruída

Na Ponte de Mirandela há indícios da existência de uma ponte romana ou da Idade Média, devido às marcas de canteiros nos arcos originais. A data da sua construção não é determinada, mas acredita-se que terá sido levantada nos finais do século XV ou início do século XVI. No ano de 1514 encontrava-se em construção, e em 1536 tinha sido concluída.
Contrariamente ao que Ernesto de Sales tinha dito, Cunha Leal afirmou que o imperador romano Trajano mandou construir a ponte de Mirandela, alegando que D. Dinis nunca se referiu a ela e que nunca havia existido qualquer via romana militar, entre outros argumentos.
No século XVI, no reinado de D. Manuel I, dá-se a construção da actual ponte com vinte arcos. Até à década do século XX, foi utilizada como rodovia, passando mais tarde a ser utilizada para uso pedonal. Devido a esta alteração foi então necessária a construção de uma outra ponte para uso rodoviário, a Ponte Europa, por onde passa a EN 15.
Em 1726 realizou-se o primeiro projecto de reparação, seguindo-se, mais tarde, nos anos de 1792, 1807 e 1844 outras novas recuperações da ponte. Contudo, nos arcos são ainda visíveis siglas que ajudavam no trabalho dos pedreiros.

## Características
Arcos
Até 1886, a ponte de Mirandela apresentava 20 arcos visíveis, mas anterior a esta data terá sido possível que tenha tido 22 arcos. De 1866 a finais de 1909 passou a ter somente 19 arcos, pois um deles, situado do lado da cidade, ficou soterrado. Com as cheias de 23 de Dezembro de 1909, quatro dos vinte arcos caíram, tendo sido necessário a construção de dois arcos quebrados com maiores vãos. Foi necessário reforçar a ponte com talha-mares triangulares em ambos os lados. 
Actualmente, possui um gradeamento de ferro que forma uma quadrícula. Grandes estruturas de ferro pintadas de verde fazem iluminação da ponte através de lanternas, colocadas nas laterais sobre os arcos.
Tabuleiro
Inicialmente a ponte tinha um comprimento aproximado de 270 metros; após as cheias o comprimento da ponte ficou reduzido a 228,5 metros. A largura média do seu leito, antes das obras de modificação de 1876-1878, variava entre 4,8 metros e 5,3 metros. O tabuleiro da ponte era plano e lajeado, sendo que até 2016 esta se encontrava alcatroada, mas hoje em dia está empedrada. É também um dos pontos atractivos da cidade de Mirandela, e serve exclusivamente para uso pedonal.
Nichos
Ao centro do tabuleiro eram visíveis dois nichos, um do lado norte com a imagem de Nossa Senhora do Amparo e outro do lado sul com uma imagem de Nossa Senhora dos Aflitos. Na última reparação, em Outubro de 1876, estes nichos foram retirados.